# Gösta Hammerfedt
Gösta Hammerfedt er Gnags' 17. studiealbum, udgivet i 1996. Det var det sidste Gnags-album med Per Chr. Frost og Jens G. Nielsen. Frost forlod bandet senere samme år for at spille med andre musikere, og Jens G. Nielsen stoppede pga. sygdom.
Albummet vandt platin for 50.000 solgte eksemplarer.

## Numre
1. "Gösta Hammerfedt" (4:10)
2. "Indespærret brevdue" (4:37)
3. "Den dansende mand" (4:22)
4. "Farvel Danmark" (4:12)
5. "Slow motion dancing" (4:02)
6. "Under løvets grønne sommerhat" (3:52)
7. "Opmærksomhed" (4:29)
8. "En blå mand i arbejdstøj" (3:51)
9. "Undskyld" (5:03)
10. "Gå hjem og hold din mund" (3:15)
11. "Må man stadig kysse bækken ?" (3:59)
12. "Jeg samler de kulørte lamper" (3:27)